# Vrbje, Žalec
Vrbje este o localitate din comuna Žalec, Slovenia, cu o populație de 577 de locuitori.